# Нотр Дам
Нотр Дам je катедрала посвећена Богородици Марији саграђена у готичком стилу на реци Сени (фр. La Seine). Налази се на југоистоку острва Сите у средишту Париза на реци Сени. Вековима је била највиша париска грађевина, те данас у граду и у целој Француској представља симбол највише вредности.
Изградња је започела на подстицај бискупа Мориса де Салија, те се протегнула кроз више од два века, од 1163. године све до половине 14. века. Након револуционарних немира на катедрали су предузети значајни и често оспорени реновациони подухвати које је водио архитект Ежен Виоле ле Дик и током којих су у структуру и архитектуру катедрале уведени нови елементи и мотиви. Ови подувати су разлог што уметнички стил катедрале није јединствен, иако су превладавајући елементи ране и класичне готике. Две розете које се налазе на крајевима трансепта највеће су розете у Европи.
Катедрала Нотр Дам грађевина је снажног симболичног значења како за Католичку цркву у Француској тако и за свеукупно француско друштво. Била је место бројних значанијх догађаја француске историје. Током средњег века била је жупна црква те је 1239. године у њу пристигла реликвија која се према традицији сматра Христовом трновом круном. Године 1804, уз присуство папе Пија VII у катедрали је окруњен Наполеон. Након што је 1944. године Париз ослобођен од немачке окупације, под сводовима катедрале певала се химна Магнификат, а 1970. у њој су се одвили погребни обреди француског председника Де Гала.
Вековима је катедрала, која има статус папинске базилике, била једна од највећих грађевина западне цивилизације. Била је инспирација бројним уметничким делима међу којима је и књига Виктора Игоа Звонар цркве Нотр Дам. Од почетка 21. века катедралу годишње посећује око 14 милиона туриста и ходочасника, што је чини једном од најпосећенијих грађевина у целој Европи. Године 2013. катедрала је славила свој 850. рођендан.
У вечери 15. априла 2019. године катедрала Нотр Дам је претрпела разарајући пожар који је уништио дрвени кров катедрале и велики део њене унутрашњости. Касније је потврђено да ништа необновљиво није уништено.

## Историја
Градња катедрале Нотр Дам у Паризу започиње 1163, за време бискупа Мауриција, а довршена је тек 1345. године као прво ремек дело готичке уметности. Поставља се питање зашто је прва готичка катедрала саграђена у Сен Дениу, а не директно у главном граду Паризу. При томе треба знати да се Париз тек у другој половини 12. века наметнуо као главни град, док је у првој половини Сен Дени био значајнији. Тек кад се утицај власти династије Капета знатно проширио, концентрисала се моћ у Паризу.

### Фазе изградње
Претпоставља се да је на месту данашње катедрале на почетку хришћанства, као признате вере с почетка 4. века постоји римско-галски храм посвећен богу Јупитеру, о чем сведочи стуб (Неутешни стуб) ископан 1711. године. Храм је потом замењен великом ранохришћанском базиликом посвећеној Светом Степану, али није познато да ли је базилика подигнута крајем 4. века, а затим архитектонски преобликована, или је саграђена током 7. века уз примену старијих архитектурних елемената.
Базилика је у раном средњем веку постала катедрална црква и за тај историјски период била је грађевина великих габарита — дужине 70 m (што је чинило нешто више од половине дужине данашње катедрале). Прочеља је било нешто мање ширине (око 36 m), и налазило се четрдесетак метара западније од данашњег. Катедрала је уз главни брод имала и четири споредна брода, и била украшена мозаицима.
Детаљна обнова катедрале обављена је у периоду од 1845. до 1864. године, а француски архитекта Ежен Виоле ле Дик надгледао је радове.

### Пожар 2019. године
Дана 15. априла 2019. године у 18 сати и 50 минута избио је пожар који је обухватио поткровље катедрале и убрзо се проширио на сам кров. Пожар је довео до рушења врха торња катедрале који је тако проширио пожар и на остатак катедрале.
Како је катедрала Нотр Дам била у фази реконструкције, постоји сумња да је то разлог пожара. Неки њени делови су у моменту пожара били под скелама, док су бронзане статуе недавно уклоњене због радова.
Француски председник Емануел Макрон обећао је да ће Богородичина црква бити обновљена, и да почиње велика Национална кампања за прикупљање новца. Помоћ за обнову цркве понудила је и Србија.

#### Прва миса након пожара
У катедрали Нотр Дам у Паризу 15. јуна 2019. године у присуству малог броја људи прву мису након пожара одржао је париски надбискуп Мишел Опети у капели која је проглашена сигурним местом.
Миси је у катедрали присуствовало тридесетак људи, углавном свештеника и запослених у цркви, који су носили из безбедносних разлога грађевинске шлемове на глави. Миса је преношена на Католичкој телевизији.

## Архитектура
Катедрала се у грађевинском смислу истиче симетричношћу и уравнотеженошћу архитектонских елемената. Њена пространост, савршена уравнотеженост прочеља и лепота импресивних витража, потпуно оправдавају њен статус „најпопуларније“ цркве у Француској.
Катедрала је петобродна грађевина, збијене основе, дуга 130 м, широка 48 м, а висока 36 m.
Потпорни лукови и стубови који са свих страна окружују грађевину распоређени су у више редова, у виду каскада, и носе главни део конструкције. Док се двоструки деамбулаторијум свода надовезује непосредно на бочне бродове, и кратким трансептом, само незнатно прелази ширину фасаде, што катедрали даје облик латинског крста.
Западно прочеље катедрале (које је у готичком стилу, са карактеристикама вертикализам унутрашњег простора и великим прозорима испуњеним витражом), уоквирују два зарубљена торња. Како стреласти завршеци на кулама (уобичајени у готици) нису никада били изведени, обе куле се завршавају терасастом кровном конструкцијом. Снагу кула ојачавају потпорни стубови на њиховим угловима, делећи прочеље на три главна дела. Део западног прочеља, са скулптурама тешко је оштећен за време Француске револуције.
Три портала на главном улазу катедрале, раскошно су декорисана каменом пластиком.
Унутрашњост катедрале је богато декорисана скулптурама, надгробним споменицима и црквеним мобилијаром, а светлост у разним бојама у њу продире кроз разнобојне витража, што катедрали даје посебну мистичност.
У ризници катедрале чувају се бројни и јако вредни уметнички артефакти, из различитих историјских период Европске уметности.

### Археолошка крипта
Археолошка крипта катедрале Нотр Дам настала је 1965. године како би се у њеном простору заштитио низ историјских ископина, од најранијих насеља у Паризу до данашњих дана, који су откривени случајно током грађевинских радова на катедрали.
Крипта, којом управља музеј Карнавалет има сталну поставку, која у оквиру ископина, поседује збирку архитектонских артефаката из различитих временских периода. У главну атракцију карактеристику ископина, сачувано подно грејање које је било у функцији за време римске окупације Париза.

## Галерија слика
- Службена одећа из 19. века
- Широкоугаони поглед на западну фасаду Нотр Дама
- Фасада Нотр Дама са порталом богородице
- Поглед на Нотр Дам из 2010
- Широкоугаони поглед на западну фасаду Нотр Дама
- Парска девиц, 14. век
- Олтар Нотр Дама
- Јужни прозо руже
- Нотр Дам на крају 19. века
- Контрафори Нотр Дама
- Меморијална плоча погинулим грађанима Британске империје током Првог светског рата
- Забат Последњег суда
- Статуа Јованка Орлеанке у Нотр Даму
- Поглед изблиза на детаљ забата (2016)
- Фасада Нотр Дама.
- Фотографија из 1853. године